# 窦敬丽
窦敬丽（1970年3月—），女，汉族，山东东平人，中国共产党党员，中华人民共和国政治人物。现任中共宁夏回族自治区党委常委、统战部部长。

## 生平
1992年毕业于山东农业大学。历任东平县东平镇团委书记，中共东平县委组织部干事、办公室副主任，共青团山东省东平县委副书记、书记，东平县大羊乡党委副书记、乡长、党委书记，共青团泰安市委副书记、书记，泰安市农业机械管理办公室副主任（期间获山东农业大学农业推广硕士和清华大学公共管理学院公共管理专业硕士学位）。
后调往北京，出任国家土地督察北京局督察三室主任，国土资源部土地利用管理司副司长（期间获中国农业大学土地资源管理专业博士学位），国家土地督察西安局（后改为国家自然资源督察西安局）局长、分党组书记。
2022年，任陕西省自然资源厅党组副书记、书记、厅长，省自然资源总督察。2023年1月，任陕西省人民政府党组成员、副省长。2023年8月，当选陕西省残疾人联合会第八届主席团主席。2024年1月，不再担任省自然资源厅党组书记、厅长职务。同年5月，兼任杨凌农业高新技术产业示范区管理委员会主任。
2025年4月，调任中共宁夏回族自治区党委常委、统战部部长、自治区政协党组副书记。2025年5月，不再担任陕西省副省长职务。